# Schitu Hadâmbului
Schitu Hadâmbului – wieś w Rumunii, w okręgu Jassy, w gminie Mironeasa. W 2011 roku liczyła 94 mieszkańców.